# نهر كامبار كنان
نهر كامبار كنان هو نهر في شمال سومطرة، إندونيسيا. وهو أحد روافد نهر كامبار